# صحاري (فلم)
صحاري (بالإنجليزية: Sahara) هو فيلم حركة تم إنتاجه في ألمانيا وإسبانيا سنة 2005.

## بطولة
- ماثيو ماكونهي
- بينيلوب كروز
- ويليام ماسي

## الميزانية والإيرادات
بلغت تكلفة إنتاج الفيلم حوالي 130 مليون دولار بينما حقق ايرادات تقدر بـ 119,269,486 دولار.

## وصلات خارجية
- صحاري على موقع IMDb (الإنجليزية)
- صحاري على موقع ميتاكريتيك (الإنجليزية)
- صحاري على موقع روتن توميتوز (الإنجليزية)
- صحاري على موقع نتفليكس (الإنجليزية)
- صحاري على موقع قاعدة بيانات الأفلام العربية
- صحاري على موقع ألو سيني (الفرنسية)
- صحاري على موقع Turner Classic Movies (الإنجليزية)
- صحاري على موقع أول موفي (الإنجليزية)
- صحاري على موقع بوكس أوفيس موجو (الإنجليزية)
- صحاري على موقع فيلمافينيتي (الإسبانية)

1. ↑  وصلة مرجع: http://www.imdb.com/title/tt0318649/. الوصول: 27 مايو 2016.
2. ↑  وصلة مرجع: http://www.allocine.fr/film/fichefilm_gen_cfilm=52501.html. الوصول: 27 مايو 2016.
3. ↑  وصلة مرجع: http://stopklatka.pl/film/sahara-2005. الوصول: 27 مايو 2016.
4. ↑  مذكور في: قاعدة بيانات الأفلام التشيكية السلوفاكية. لغة العمل أو لغة الاسم: التشيكية. تاريخ النشر: 2001.